# Natació al Campionat del Món de natació de 2015 – 4 × 100 m estils masculí
La prova de 4 × 100 m estils masculí es va celebrar el dia 9 d'agost al Kazan Arena Stadium a Kazan.

## Rècords
Els rècords del món abans de començar la prova:
| Rècord del món       | Estats Units · Aaron Peirsol (52,19) · Eric Shanteau (58,57) · Michael Phelps (49,72) · David Walters (46,80) | 3:27,28 | Roma, Itàlia | 2 d'agost de 2009 |
| Rècord del campionat | Estats Units · Aaron Peirsol (52,19) · Eric Shanteau (58,57) · Michael Phelps (49,72) · David Walters (46,80) | 3:27,28 | Roma, Itàlia | 2 d'agost de 2009 |

## Resultats
Les sèries es van disputar a les 10:27.

   *   Finalistes
| Posició | Sèrie | Carril | País            | Nedadors | Temps     | Notes |
| ------- | ----- | ------ | --------------- | --- | --------- | ----- |
| 1       | 4     | 1      | Estats Units    | Matt Grevers (52,85) Cody Miller (59,23) Tim Phillips (51,03) Ryan Lochte (47,95)                           | 3:31,06   | Q     |
| 2       | 3     | 6      | Austràlia       | Mitch Larkin (52,37) Jake Packard (59,87) David Morgan (51,76) Kyle Chalmers (47,86)                        | 3:31,86   | Q     |
| 3       | 2     | 7      | França          | Camille Lacourt (53,50) Giacomo Perez-Dortona (1:00,06) Mehdy Metella (50,88) Fabien Gilot (48,07)          | 3:32,51   | Q     |
| 4       | 4     | 4      | Japó            | Ryosuke Irie (53,23) Yasuhiro Koseki (59,65) Takuro Fujii (51,59) Shinri Shioura (48,35)                    | 3:32,82   | Q     |
| 5       | 1     | 5      | Alemanya        | Jan-Philip Glania (53,51) Hendrik Feldwehr (59,37) Steffen Deibler (51,76) Christoph Fildebrandt (48,30)    | 3:32,94   | Q     |
| 6       | 2     | 6      | Regne Unit      | Chris Walker-Hebborn (53,70) Ross Murdoch (59,20) Adam Barrett (52,29) Ben Proud (48,18)                    | 3:33,37   | Q     |
| 7       | 4     | 3      | Polònia         | Radosław Kawęcki (53,90) Marcin Stolarski (1:00,66) Paweł Korzeniowski (51,30) Konrad Czerniak (47,64)      | 3:33,50   | Q     |
| 8       | 4     | 8      | Rússia          | Grigory Tarasevich (54,09) Ilya Khomenko (59,58) Daniil Pakhomov (51,83) Alexandr Sukhorukov (48,52)        | 3:34,02   | Q     |
| 9       | 3     | 3      | Itàlia          | Simone Sabbioni (54,17) Andrea Toniato (1:00,21) Matteo Rivolta (52,00) Marco Orsi (48,21)                  | 3:34,59   |       |
| 10      | 3     | 4      | Brasil          | Guilherme Guido (53,94) Felipe Lima (59,59) Arthur Mendes (52,86) Marcelo Chierighini (48,34)               | 3:34,73   |       |
| 11      | 4     | 0      | R.P. de la Xina | Xu Jiayu (53,44) Li Xiang (1:00,78) Li Zhuhao (51,61) Lin Yongqing (49,38)                                  | 3:35,21   |       |
| 12      | 2     | 1      | Lituània        | Danas Rapšys (54,71) Giedrius Titenis (58,96) Tadas Duškinas (52,69) Mindaugas Sadauskas (48,94)            | 3:35,30   | NR    |
| 13      | 2     | 2      | Canadà          | Russell Wood (54,95) Richard Funk (1:00,05) Santo Condorelli (52,29) Yuri Kisil (48,43)                     | 3:35,72   |       |
| 14      | 3     | 1      | Grècia          | Apostolos Christou (55,43) Panagiotis Samilidis (1:01,44) Andreas Vazaios (52,42) Kristian Golomeev (48,57) | 3:37,86   |       |
| 15      | 2     | 5      | Belarús         | Pavel Sankovich (55,22) Ilya Shymanovich (1:02,24) Yauhen Tsurkin (51,66) Artsiom Machekin (49,11)          | 3:38,23   |       |
| 16      | 3     | 2      | Nova Zelanda    | Corey Main (54,40) Glenn Snyders (1:00,11) Bradlee Ashby (54,50) Matthew Stanley (49,68)                    | 3:38,69   |       |
| 17      | 1     | 4      | Suïssa          | Nils Liess (55,71) Yannick Käser (1:00,33) Nico van Duijn (53,03) Alexandre Haldemann (49,87)               | 3:38,94   |       |
| 18      | 1     | 3      | Turquia         | Doruk Tekin (56,35) Demir Atasoy (1:01,62) Kaan Türker Ayar (53,99) Kemal Arda Gürdal (48,50)               | 3:40,46   |       |
| 19      | 2     | 0      | Singapur        | Quah Zheng Wen (54,41) Khoo Chien Yin Lionel (1:02,50) Joseph Schooling (52,79) Yeo Kai Quan (51,23)        | 3:40,93   |       |
| 20      | 3     | 7      | Colòmbia        | Omar Pinzón (55,11) Jorge Murillo (1:00,52) Esnaider Reales (54,33) Mateo de Angulo (51,48)                 | 3:41,44   |       |
| 21      | 4     | 6      | Egipte          | Mohamed Khaled (56,55) Youssef El-Kamash (1:01,85) Omar Eissa (53,73) Marwan El-Kamash (49,84)              | 3:41,97   |       |
| 22      | 2     | 4      | Uzbekistan      | Daniil Bukin (57,53) Vladislav Mustafin (1:00,68) Aleksey Derlyugov (54,64) Daniil Tulupov (49,48)          | 3:42,33   |       |
| 23      | 4     | 9      | Estònia         | Ralf Tribuntsov (55,03) Martin Allikvee (1:01,40) Martin Liivamägi (54,83) Martti Aljand (51,89)            | 3:43,15   |       |
| 24      | 3     | 5      | Txèquia         | Roman Dmytrijev (57,45) Petr Bartůněk (1:03,69) Jan Šefl (54,11) Martin Verner (48,96)                      | 3:44,21   |       |
| 25      | 2     | 8      | Luxemburg       | Raphaël Stacchiotti (57,51) Laurent Carnol (1:00,76) Julien Henx (55,04) Pit Brandenburger (50,91)          | 3:44,22   |       |
| 26      | 3     | 9      | Letònia         | Janis Šaltans (56,36) Daniils Bobrovs (1:02,60) Nikolajs Maskalenko (56,11) Uvis Kalniņš (50,51)            | 3:45,58   |       |
| 27      | 3     | 8      | Kuwait          | Yousef Al-Askari (1:01,13) Ahmad Al-Bader (1:03,51) Abbas Qali (54,39) Mohammad Madwa (51,72)               | 3:50,75   |       |
| 28      | 2     | 3      | Mèxic           | | 9:99,99 ! | DNS   |
| 28      | 3     | 0      | Azerbaidjan     | | 9:99,99 ! | DNS   |
| 28      | 4     | 5      | Índia           | | 9:99,99 ! | DNS   |
| 28      | 4     | 2      | Veneçuela       | Carlos Omaña (DSQ) Carlos Claverie Albert Subirats Cristian Quintero                                        | 9:99,99 ! | DSQ   |
| 28      | 4     | 7      | Hongria         | Gábor Balog (54,06) Dániel Gyurta (DSQ) László Cseh Krisztián Takács                                        | 9:99,99 ! | DSQ   |

### Final
La final es va disputar a les 19:07.

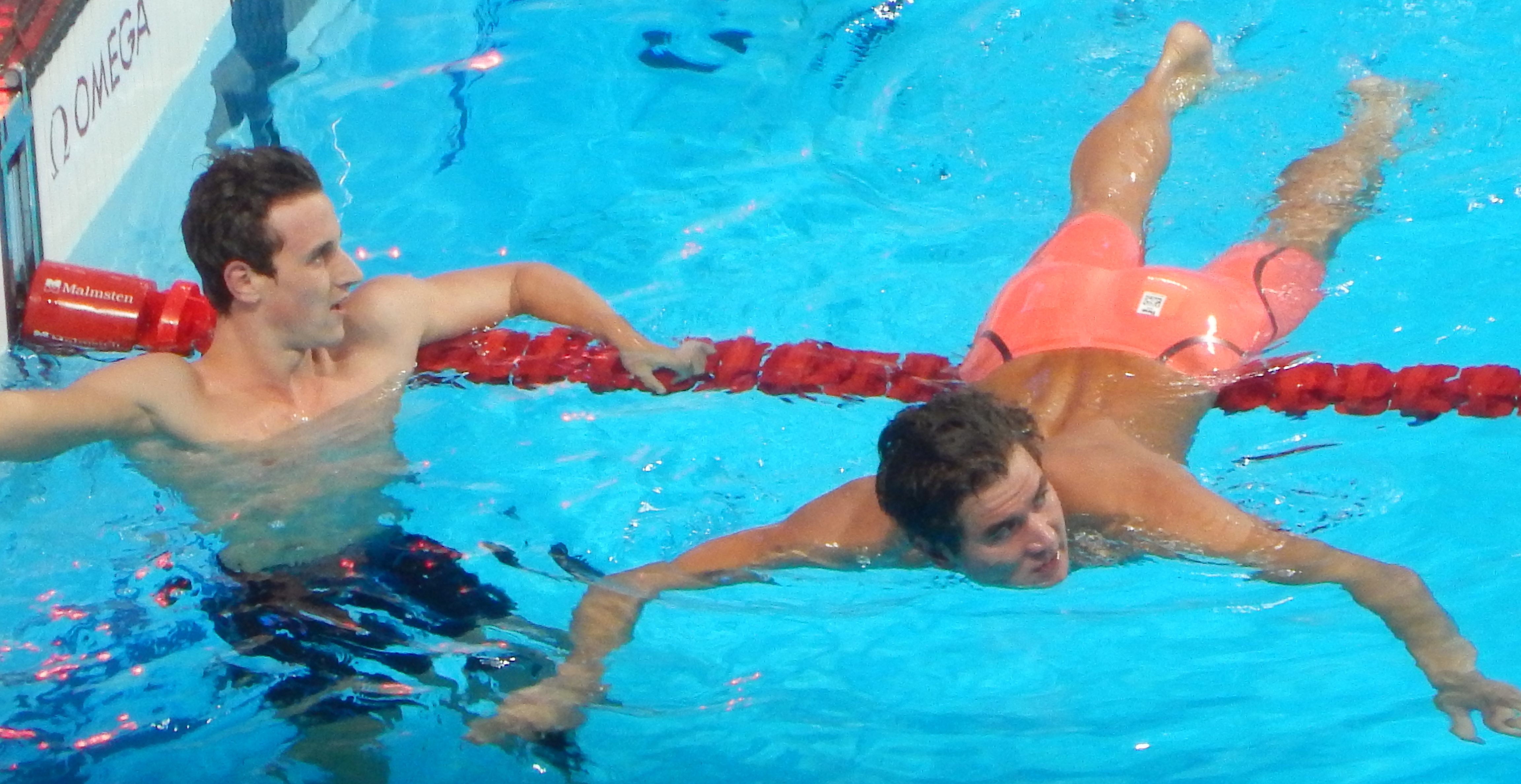
Adrian i McEvoy al acabar la prova

| Posició | Carril | Nedadors     | País | Temps   | Notes |
| ------- | ------ | ------------ | --- | ------- | ----- |
| 1       | 4      | Estats Units | Ryan Murphy (53,05) Kevin Cordes (58,88) Tom Shields (50,59) Nathan Adrian (47,41)                       | 3:29,93 |       |
| 2       | 5      | Austràlia    | Mitch Larkin (52,41) Jake Packard (59,16) Jayden Hadler (51,91) Cameron McEvoy (46,60)                   | 3:30,08 |       |
| 3       | 3      | França       | Camille Lacourt (52,81) Giacomo Perez-Dortona (59,88) Mehdy Metella (50,39) Fabien Gilot (47,42)         | 3:30,50 |       |
| 4       | 7      | Regne Unit   | Chris Walker-Hebborn (53,23) Adam Peaty (57,74) James Guy (51,62) Ben Proud (48,08)                      | 3:30,67 | NR    |
| 5       | 8      | Rússia       | Evgeny Rylov (53,21) Kirill Prigoda (59,11) Daniil Pakhomov (51,17) Vladimir Morozov (47,41)             | 3:30,90 |       |
| 6       | 6      | Japó         | Ryosuke Irie (53,05) Yasuhiro Koseki (59,31) Takuro Fujii (51,15) Shinri Shioura (47,59)                 | 3:31,10 |       |
| 7       | 2      | Alemanya     | Jan-Philip Glania (53,48) Hendrik Feldwehr (59,15) Steffen Deibler (51,27) Christoph Fildebrandt (48,26) | 3:32,16 |       |
| 8       | 1      | Polònia      | Radosław Kawęcki (54,25) Marcin Stolarski (1:00,57) Paweł Korzeniowski (51,14) Konrad Czerniak (48,38)   | 3:34,34 |       |